# 布氏彎頜象鼻魚
布氏彎頜象鼻魚，為輻鰭魚綱骨舌魚目象鼻魚科的其中一種。被IUCN列為次級保育類動物，分布於非洲剛果民主共和國的Mweru湖和Luapula河流域，棲息於水底，具有發電器官，用來偵測獵物，體長可達37公分。

## 外部連結
- 布氏彎頜象鼻魚的圖片 （页面存档备份，存于）